# Agustín García Íñiguez
Agustín García Íñiguez, més conegut com a Agus, (Bonete el 3 de maig de 1985) és un futbolista castellà internacional amb la selecció espanyola sub-20 que ocupa la posició de defensa. Format a l'Albacete Balompié, hi debuta amb els manxecs a primera divisió, jugant set partits de la campanya 04/05, en la qual l'Albacete hi va ser cuer. A l'any següent ingressa al filial del Reial Madrid, que militava a la Segona Divisió. És titular la temporada 06/07, amb 39 partits. La temporada temporada posterior és cedit al Celta de Vigo. L'estiu del 2009 fitxà pel Córdoba CF.